# فرانچسکا جونز
فرانچسکا جونز (به انگلیسی: Francesca Jones) (زادهٔ ۹ نوامبر ۱۹۹۰) ژیمناست اهل کشور بریتانیا است.